# Culicoides griseidorsum
Culicoides griseidorsum är en tvåvingeart som beskrevs av Jean-Jacques Kieffer 1918. Culicoides griseidorsum ingår i släktet Culicoides och familjen svidknott. Inga underarter finns listade i Catalogue of Life.